# Жији ле Сито
Жији ле Сито (фр. Gilly-lès-Cîteaux) насеље је и општина у источном делу централне Француске у региону Бургоња, у департману Златна обала која припада префектури Бон.
По подацима из 2011. године у општини је живело 640 становника, а густина насељености је износила 58,02 становника/km². Општина се простире на површини од 11,03 km². Налази се на средњој надморској висини од 240 метара (максималној 254 m, а минималној 206 m).

## Демографија
| 1962. | 1968. | 1975. | 1982. | 1990. | 1999. | 2011. |
| ----- | ----- | ----- | ----- | ----- | ----- | ----- |
| 397   | 403   | 415   | 461   | 517   | 567   | 640   |

График промене броја становника у току последњих година